# Cercopis sanguinolenta
Cercopis sanguinolenta är en insektsart som först beskrevs av Giovanni Antonio Scopoli 1763.  Cercopis sanguinolenta ingår i släktet Cercopis och familjen spottstritar. Inga underarter finns listade i Catalogue of Life.

## Bildgalleri

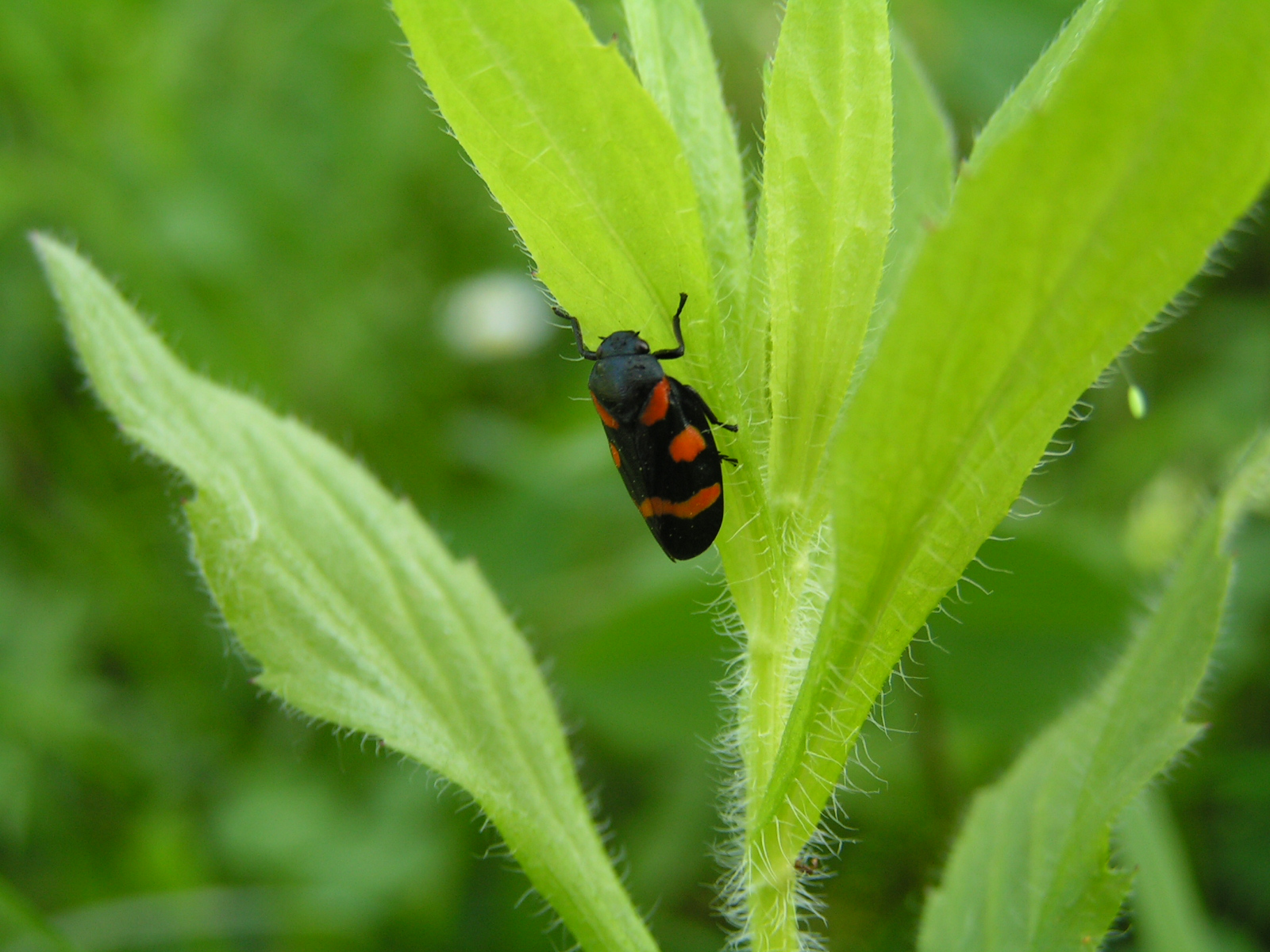
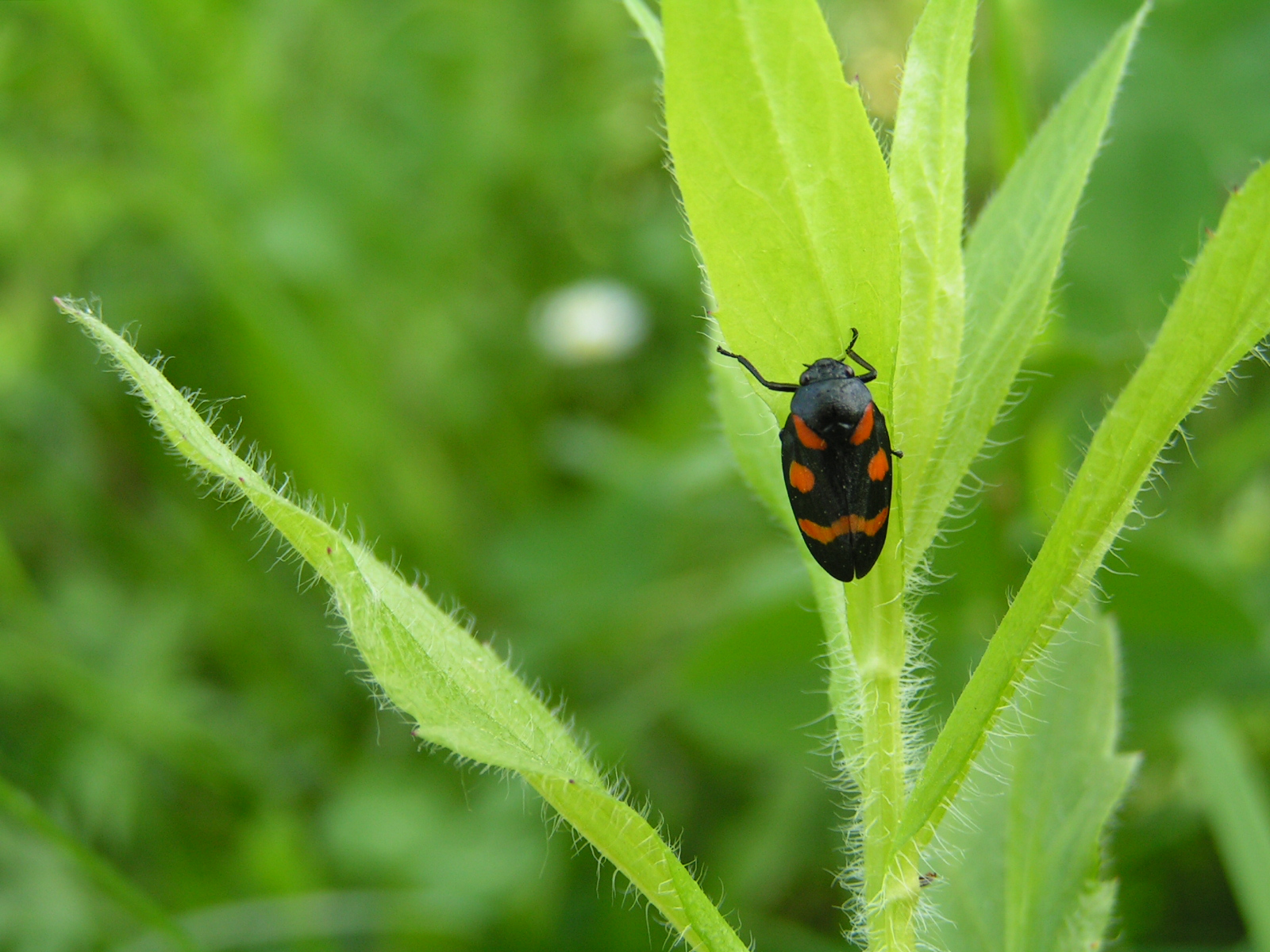
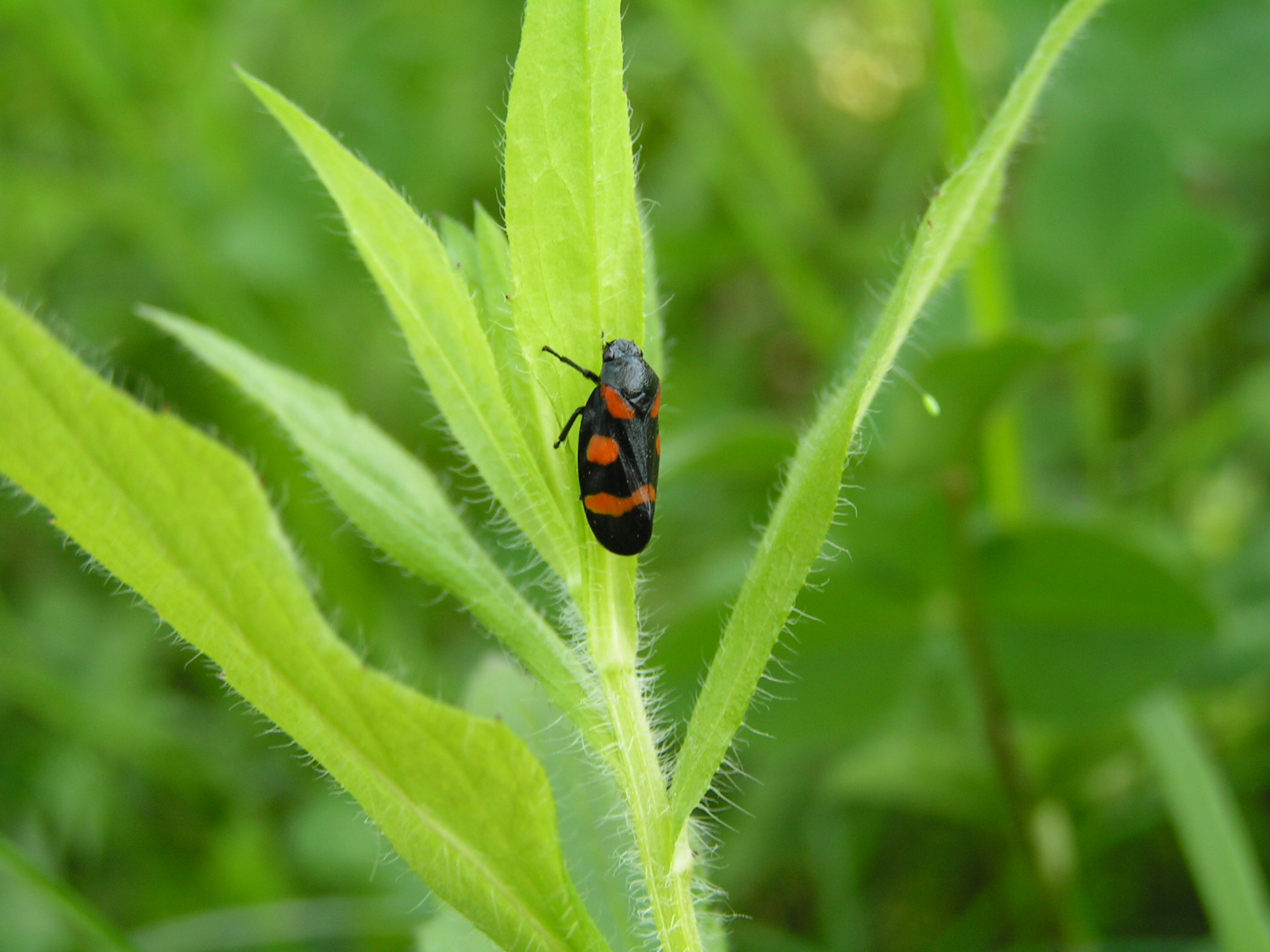
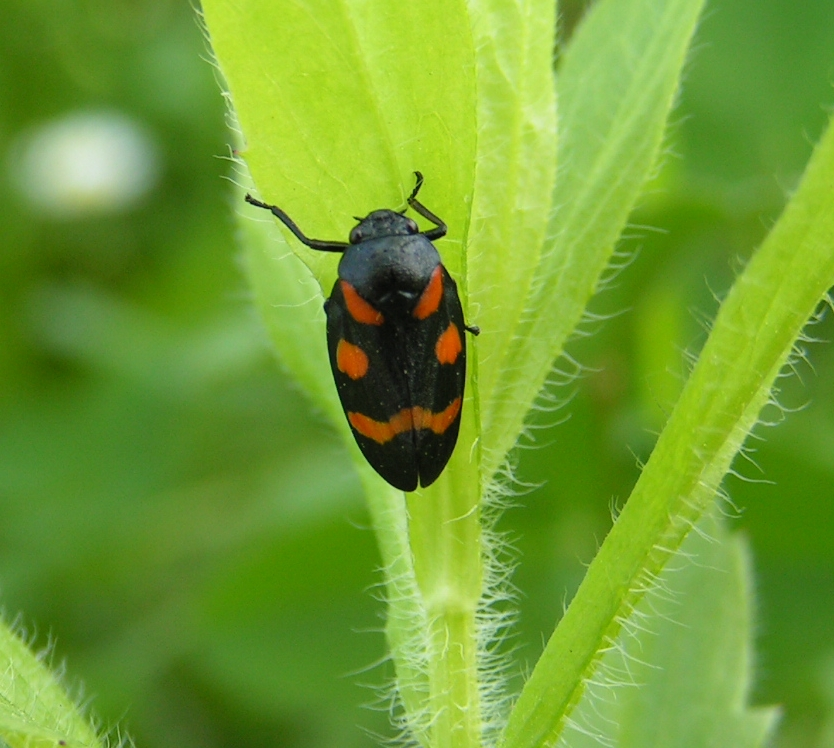
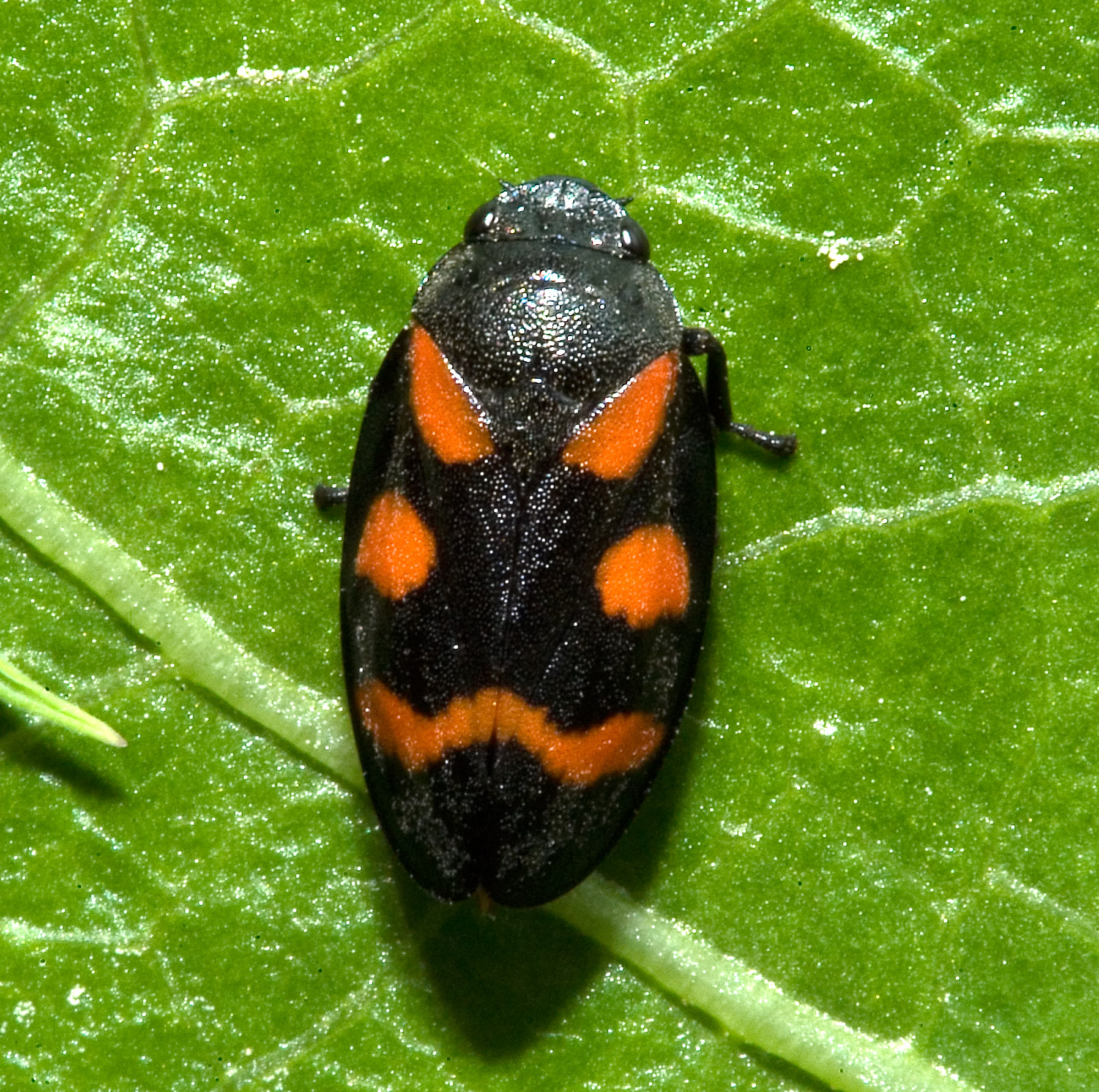
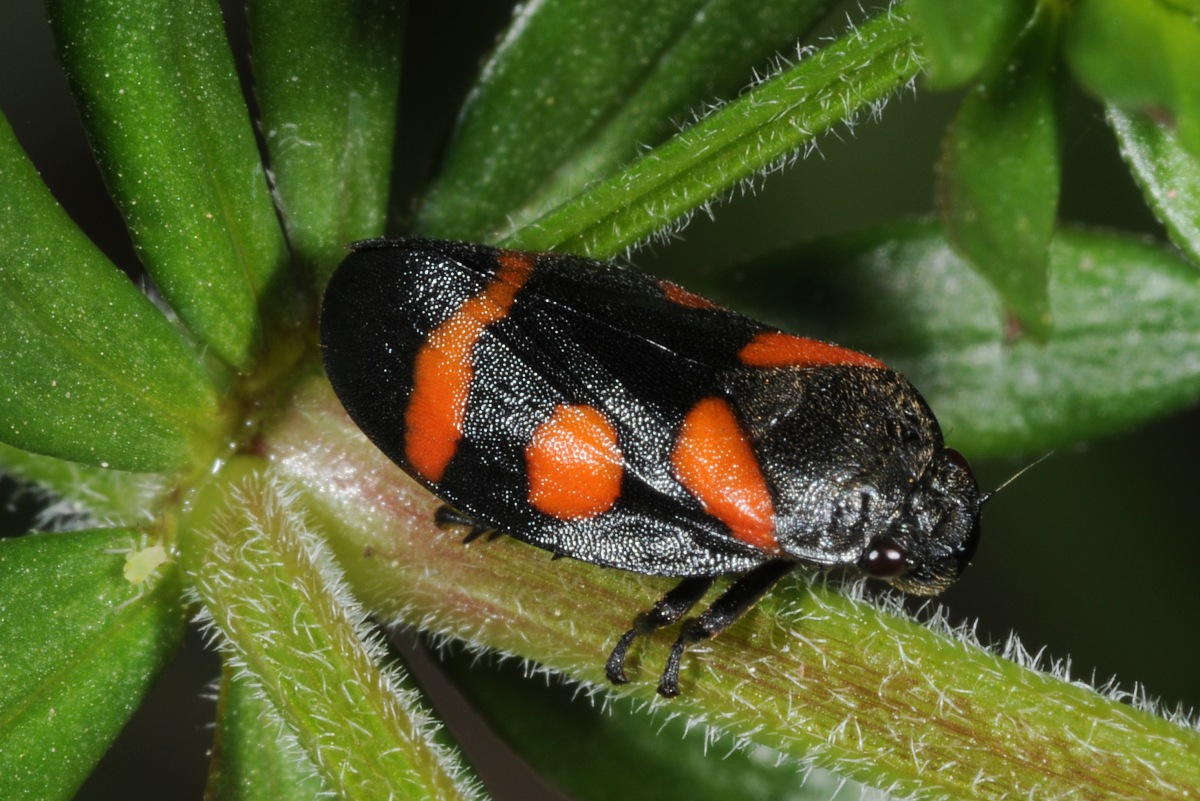